# Llibreria Catalònia
La Llibreria Catalònia fou una llibreria i editorial de Barcelona que obrí el 8 de maig de 1924 i tancà el 2013. Tenia la seva seu a la Ronda de Sant Pere, 3, on va estar-se vuitanta-dos dels seus vuitanta-vuit anys de vida. La llibreria tenia 900 m² de superfície i un fons de 90.000 llibres.
Fou fundada el 1924 per Antoni López i Llausàs, Manuel Borràs de Quadras i Josep Maria Cruzet. La primera seu fou al número 17 de la plaça de Catalunya, als terrenys on després es va construir l'edifici del Banc d'Espanya. El 1931 s'establí a la Ronda de Sant Pere fins que va tancar. Durant la dictadura franquista hagué de canviar el nom a Casa del Libro per motius polítics i no pogué recuperar el nom original fins al 1976. El 1979 sofrí un gran incendi que la destruí quasi per complet. Finalment, l'any 2013 la llibreria hagué de tancar a causa de la baixada de vendes. Al seu lloc, es va obrir un restaurant de la cadena estatunidenca McDonald's.
A més de llibreria, fou també editorial. Agafà el relleu de l'Editorial Catalana (Biblioteca Literària); van publicar la col·lecció Biblioteca Univers, centrada sobretot en escriptors estrangers; i també crearen la Biblioteca Catalònia, dedicada a autors catalans. També van editar revistes i altres publicacions.
La història i continuïtat de l'empresa al llarg dels anys, va convertir la llibreria/editorial en un dels centres del món literari català. La seva perseverança i compromís editorial va inspirar l'any 1997 que una emprenedora xilena obrís una llibreria (posteriorment també editorial) amb el mateix nom de Libreria Catalonia a Santiago de Xile.

## Mostra d'exemplars publicats

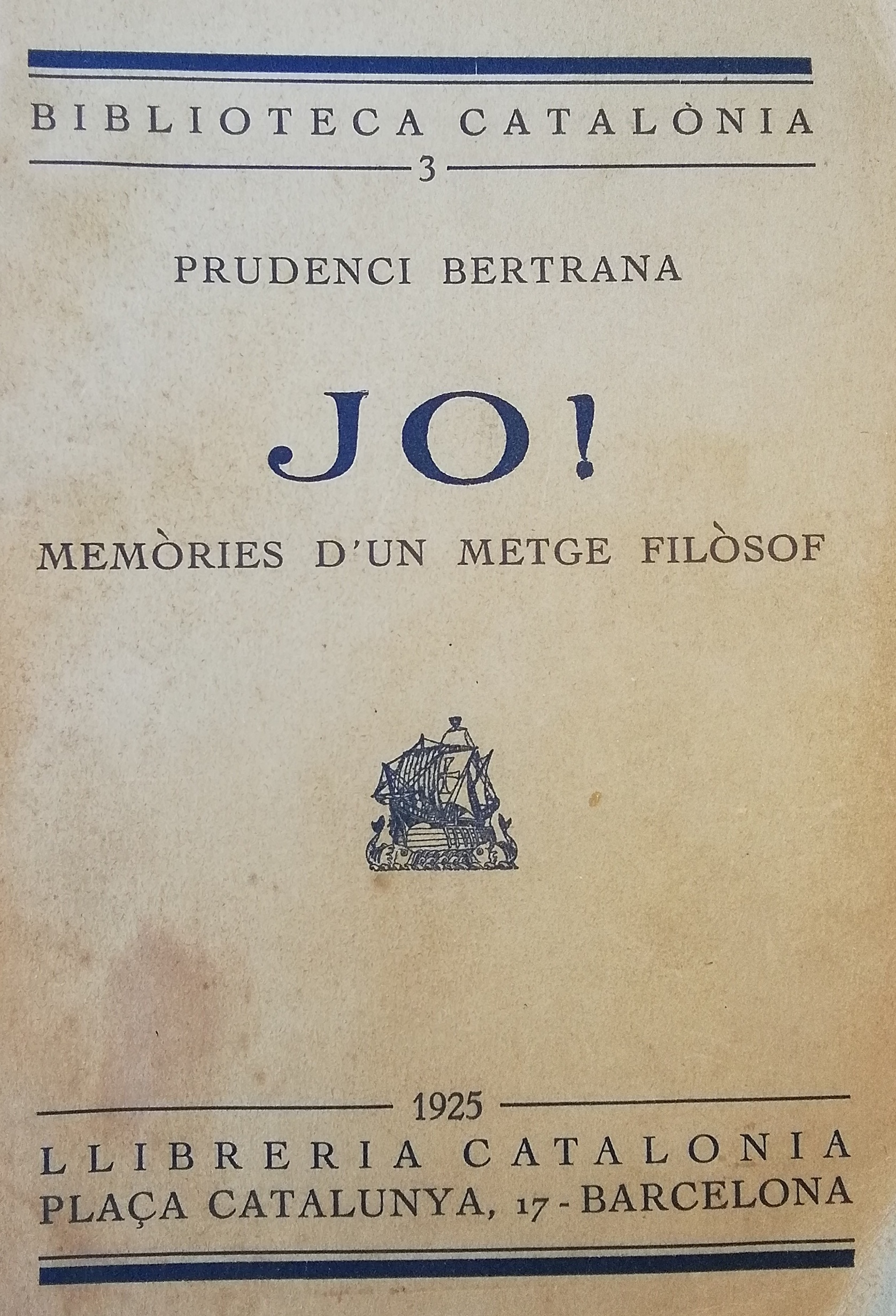
Prudenci Bertrana: Jo! Memòries d'un metge filòsof (1925)
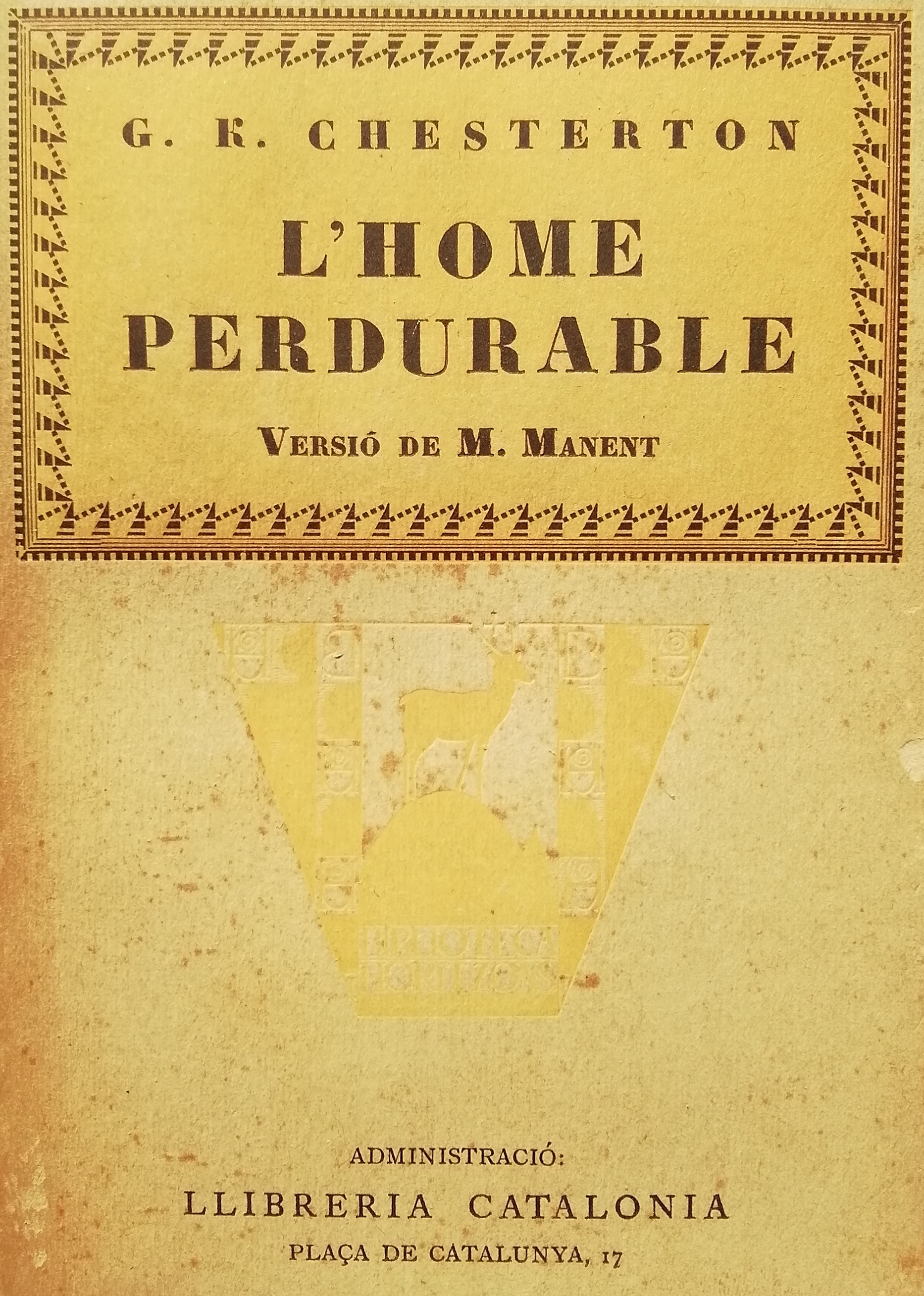
G. K. Chesterton: L'Home Perdurable (1927)
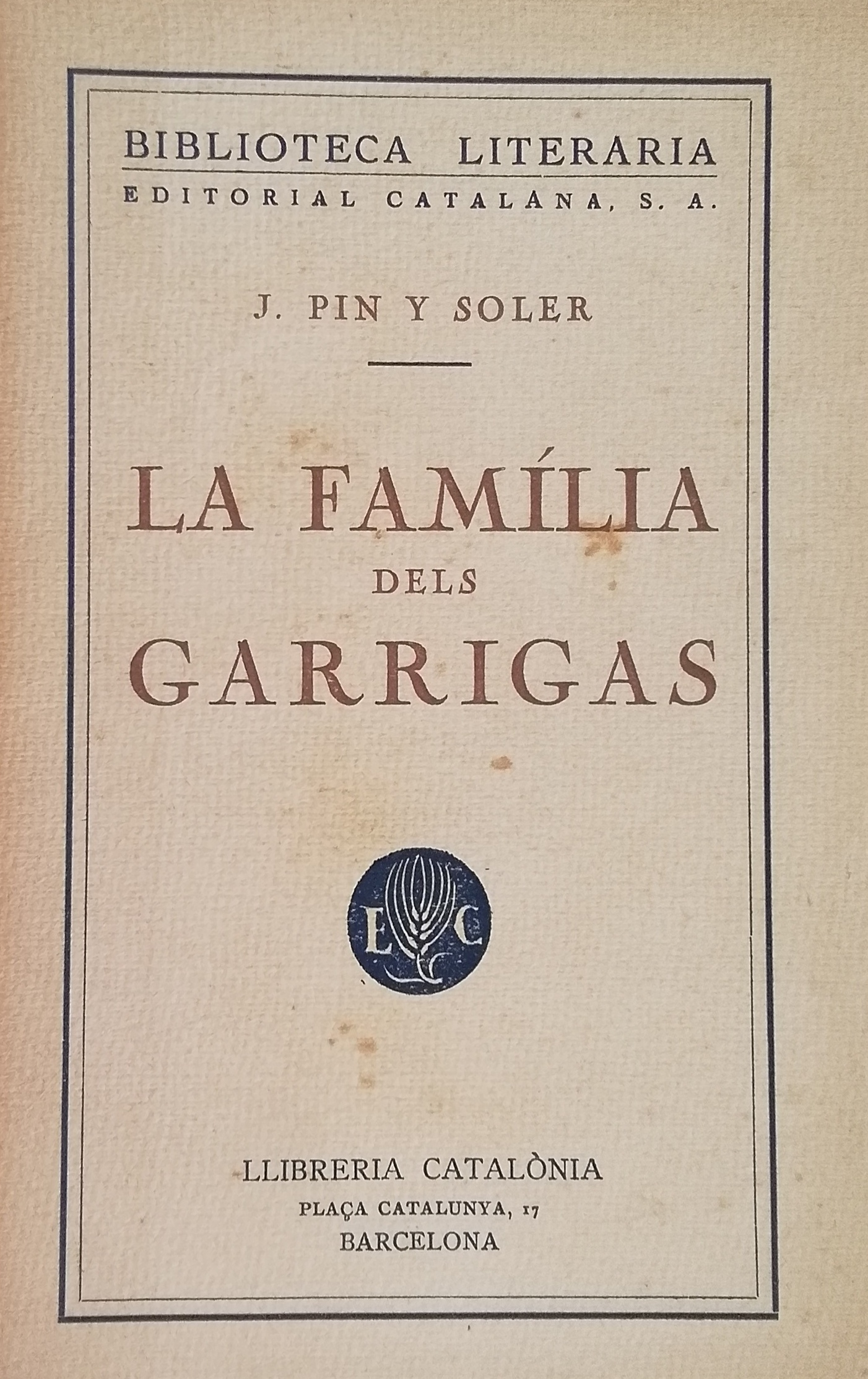
Josep Pin i Soler: La família dels Garrigas (1927)
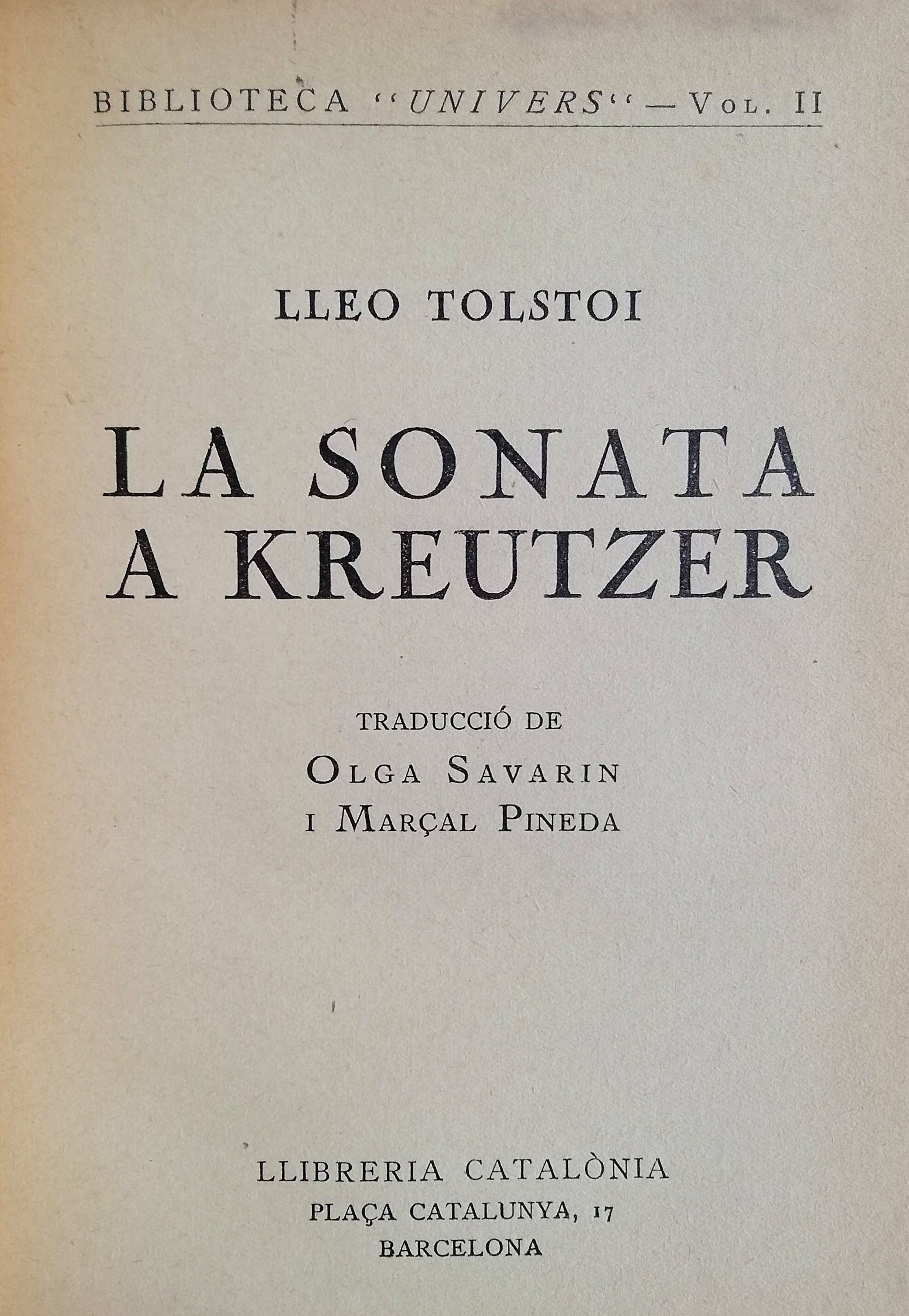
Tolstoi: La Sonata a Kreutzer (1928)
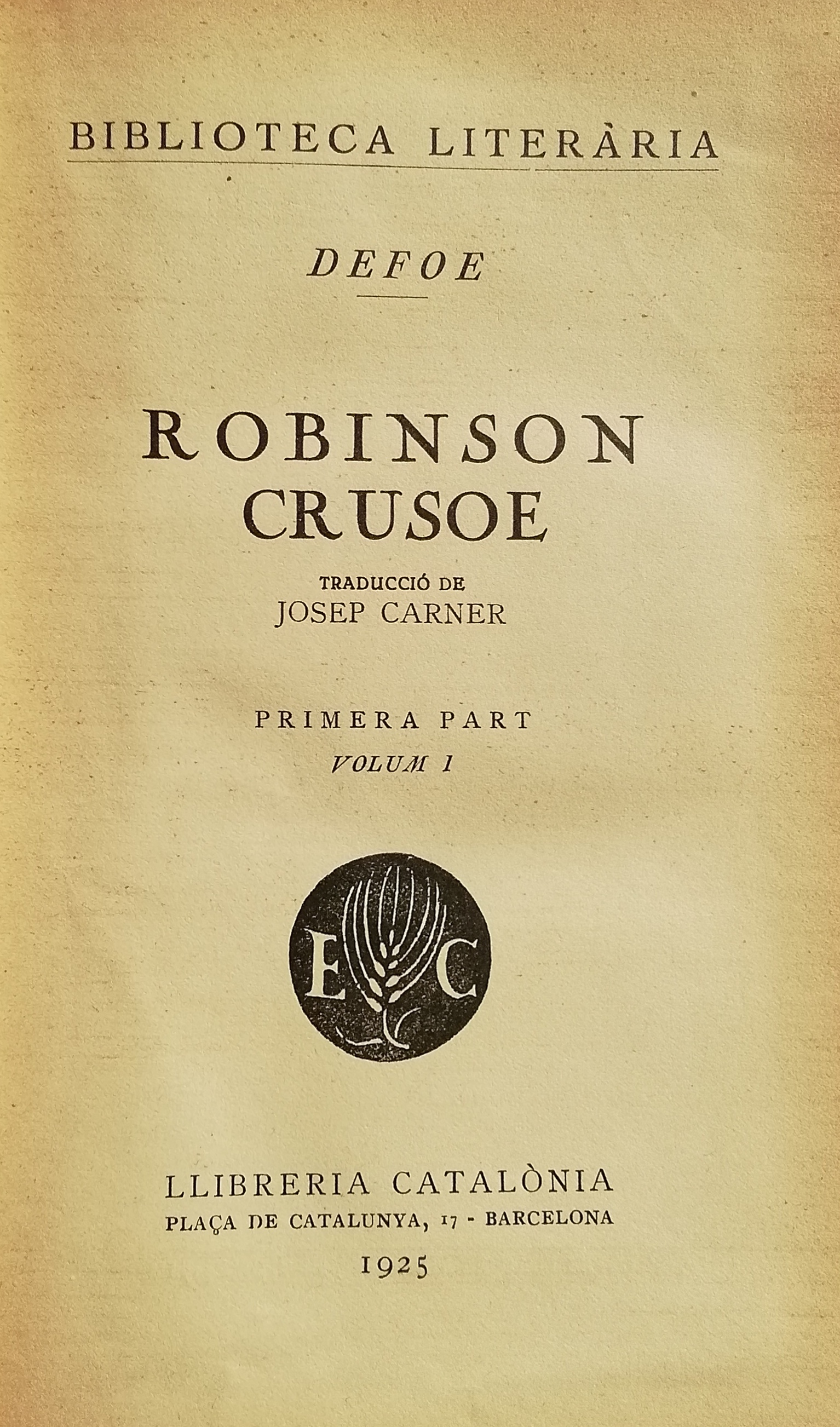
Daniel Defoe: Robinson Crusoe (1925)
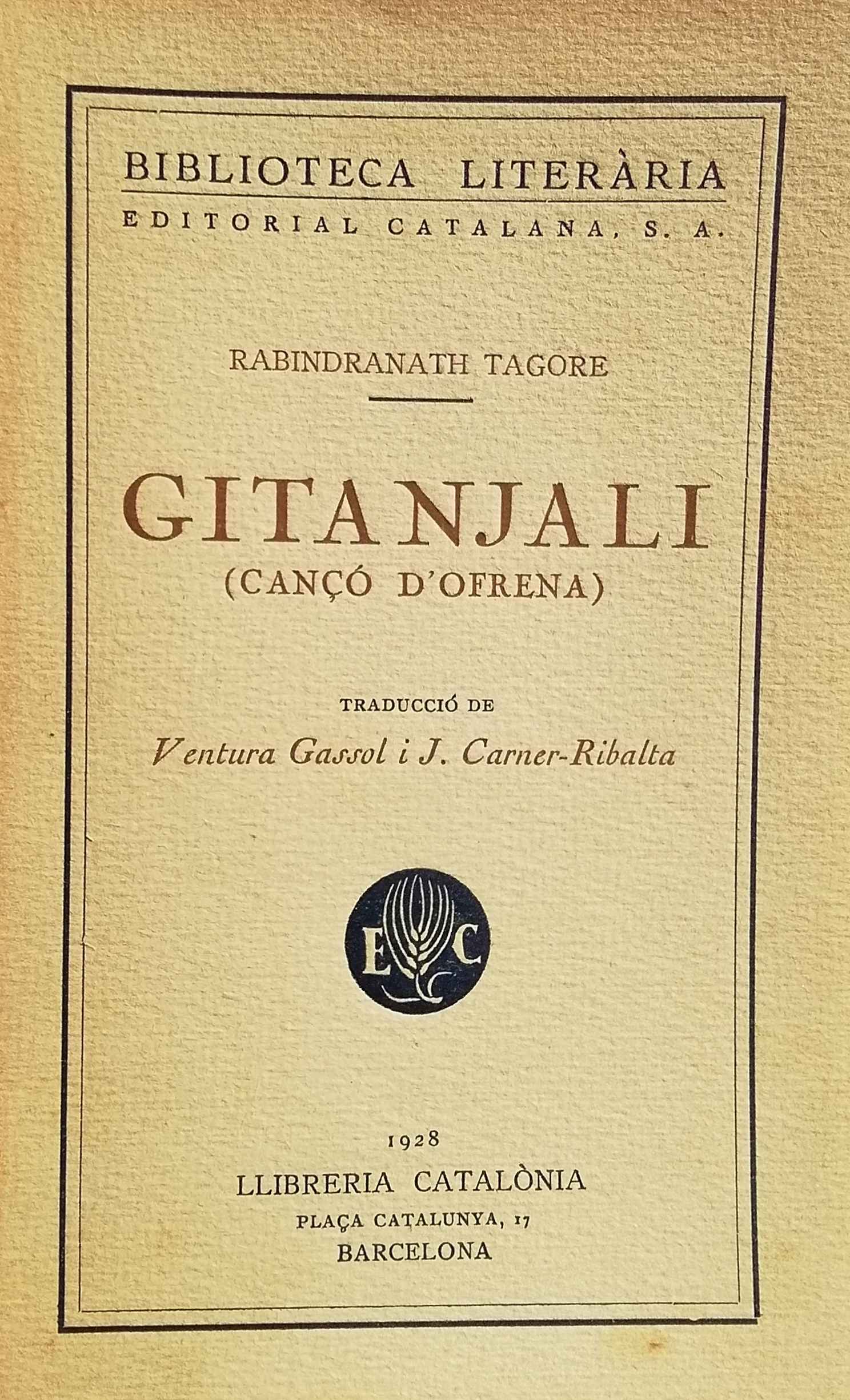
Rabindranath Tagore: Gitanjali (1928)
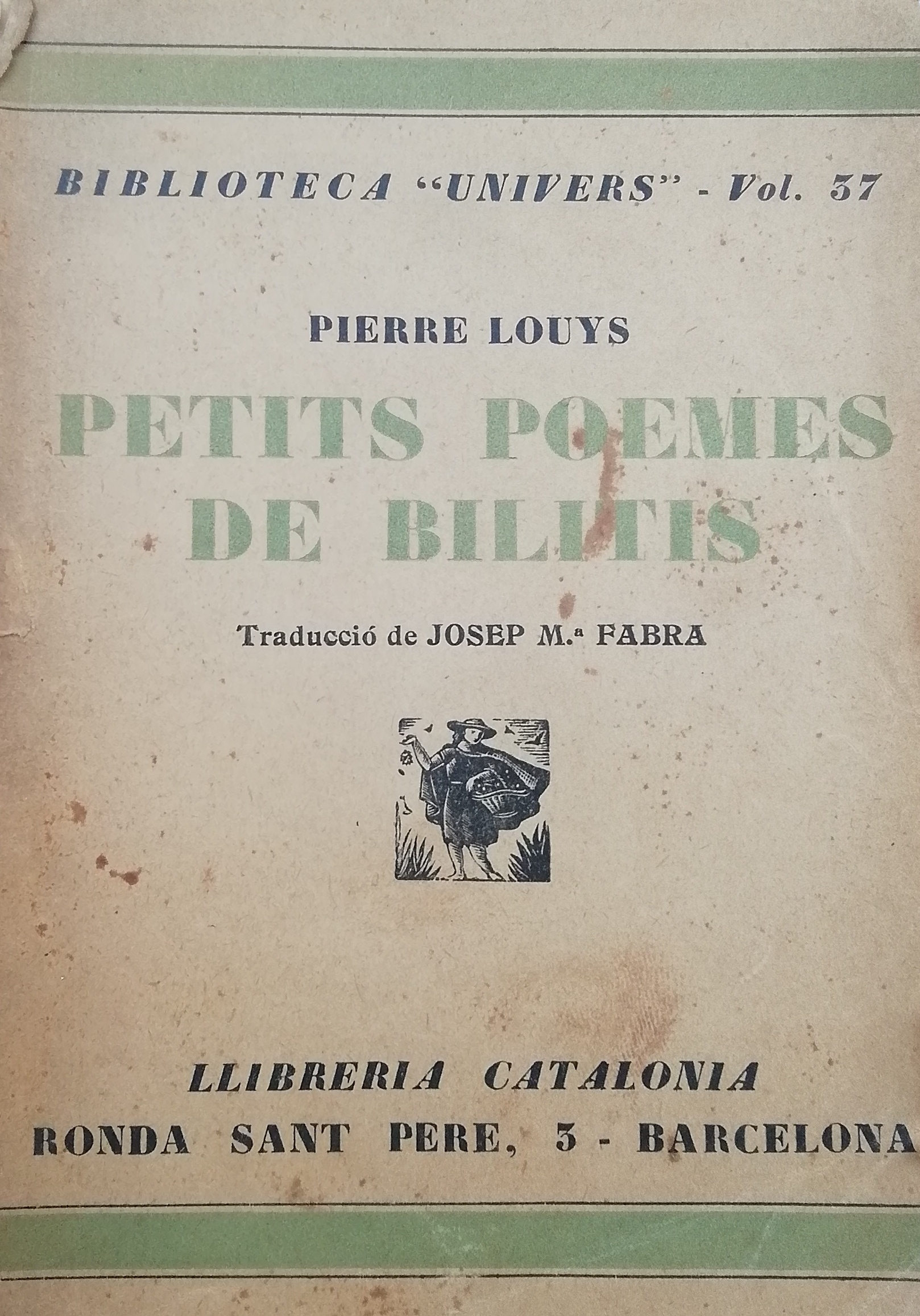
Pierre Louÿs: Petits poemes de Bilitis (ca. 1934)
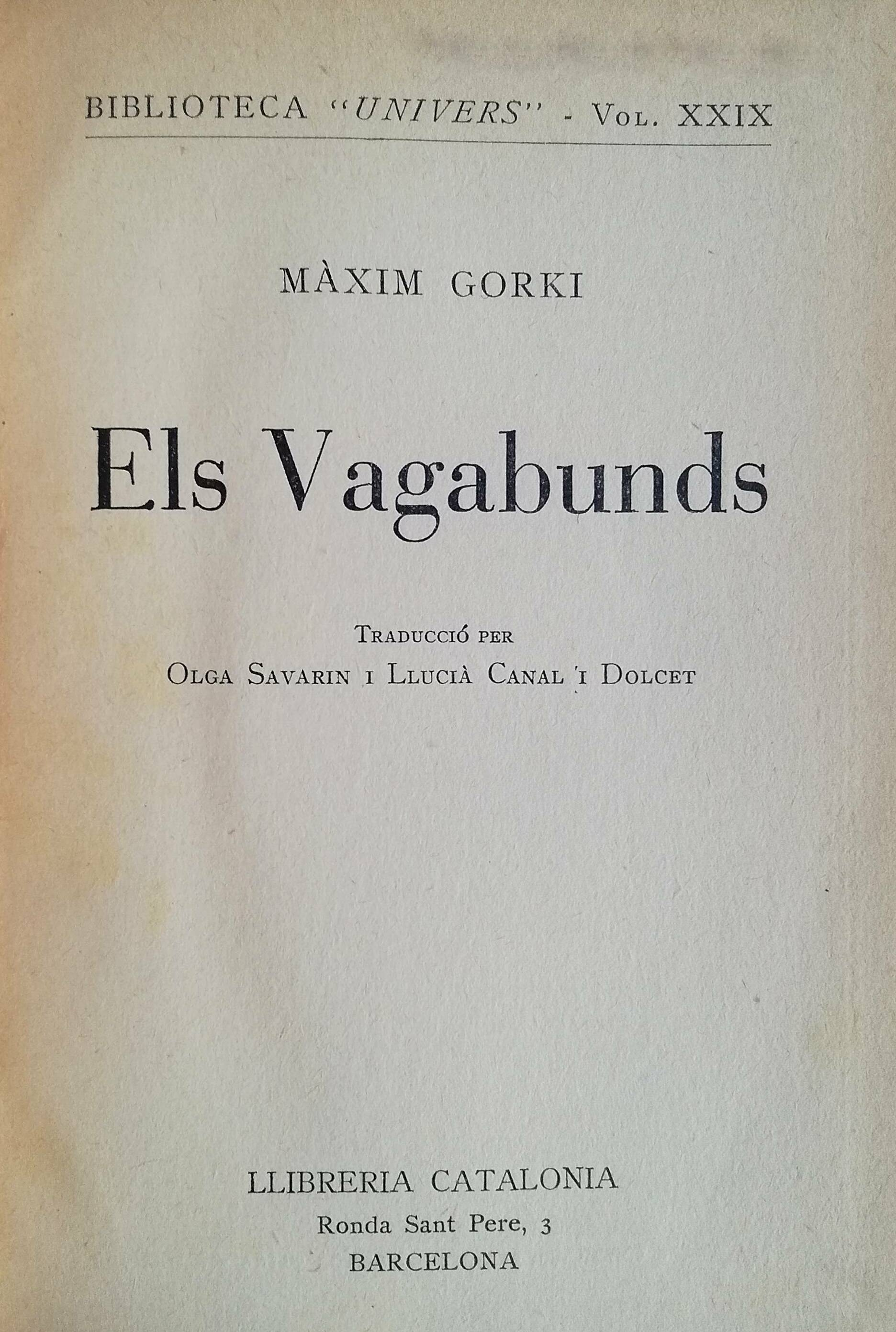
Maksim Gorki: Els Vagabunds (cap a 1933)